# Losau (Rugendorf)
Losau ist ein Gemeindeteil der Gemeinde Rugendorf im Landkreis Kulmbach (Oberfranken, Bayern). Losau liegt in der Gemarkung Rugendorf.

## Geografie
Das Dorf liegt an der Losnitz direkt an der steil aufragenden Fränkischen Linie im Osten. Die Hauptsiedlung liegt nördlich der Bundesstraße 303, die nach Rugendorf (1,9 km südöstlich) bzw. nach Seibelsdorf führt (2 km nordwestlich). Südlich der B 303 gibt es weitere Anwesen des Ortes, im 19. Jahrhundert Ziegelhütte genannt.

## Geschichte
Gegen Ende des 18. Jahrhunderts bestand Losau aus 33 Anwesen (5 Höfe, 1 Gut, 1 Gütlein, 14 Söldengüter, 6 Tropfhäuser, 2 Häuser, 1 Häuslein, Schmiede, Wirtshaus, Mühle). Das Hochgericht übte das bambergische Centamt Wartenfels aus. Für die Mühle und die Schlossruine wurde sie vom bayreuthischen Vogteiamt Seibelsdorf beansprucht. Die Grundherrschaft über sämtliche Anwesen hatte das Amt Wartenfels.
Von 1797 bis 1808 unterstand die Mühle dem Justiz- und Kammeramt Kulmbach. Mit dem Gemeindeedikt wurde Losau dem 1808 gebildeten Steuerdistrikt Rugendorf und der im gleichen Jahr gebildeten Ruralgemeinde Rugendorf zugewiesen.

### Baudenkmäler
- Haus Nr. 1: Wohnstallhaus
- Haus Nr. 7: Gasthaus
- Haus Nr. 35: Losauer Mühle

- Haus Nr. 36: Eingeschossiges, verputzt massives Kleinhaus mit Satteldach; Eckpilaster in Sandstein, ebenso Fenster- und Türrahmungen, Scheitelstein bezeichnet „Andreas Sinkel 1834“ (Baudatum; Dach später erneuert und erhöht).[9] Das Haus listete Karl-Ludwig Lippert in dem Buch Landkreis Stadtsteinach von 1964 als Kunstdenkmal auf. Es ist in der Denkmalschutzliste nicht aufgeführt, da es entweder nicht aufgenommen, abgebrochen oder stark verändert wurde.

### Einwohnerentwicklung
| Jahr      | 001818 | 001819 | 001861 | 001871 | 001885 | 001900 | 001925 | 001950 | 001961 | 001970 | 001987 |
| Einwohner |        | 185    | 281    | 266    | 275    | 266    | 282    | 317    | 279    | 249    | 243    |
| Häuser    | 34     |        |        |        | 46     | 45     | 48     | 50     | 49     |        | 63     |
| Quelle    | [ 7 ]  | [ 11 ] | [ 12 ] | [ 13 ] | [ 14 ] | [ 15 ] | [ 16 ] | [ 17 ] | [ 18 ] | [ 19 ] | [ 1 ]  |

## Religion
Losau gehörte ursprünglich zur katholischen Pfarrei St. Bartholomäus (Wartenfels). Im 19. Jahrhundert war die Mehrheit der Bevölkerung evangelisch und nach Seibelsdorf gepfarrt.